# 332 a. C.
El año 332 a. C. fue un año del calendario romano prejuliano. En el Imperio romano se conocía como el Año del Consulado de Calvino y Arvina (o menos frecuentemente, año 422 Ab Urbe condita).

## Acontecimientos
- Alejandro Magno conquista Líbano.
- Alejandro Magno funda Alejandría.